# Ileodictyon gracile
Ileodictyon gracile är en svampart som beskrevs av Berk. 1845. Ileodictyon gracile ingår i släktet Ileodictyon och familjen stinksvampar.   Inga underarter finns listade i Catalogue of Life.